# Bren LMG

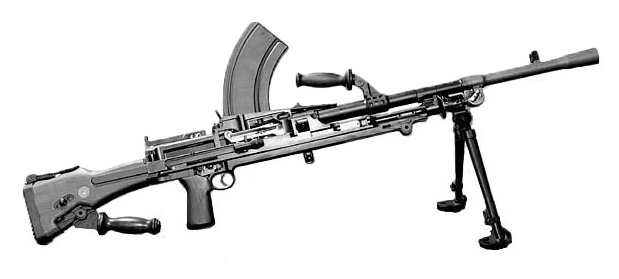
Bren

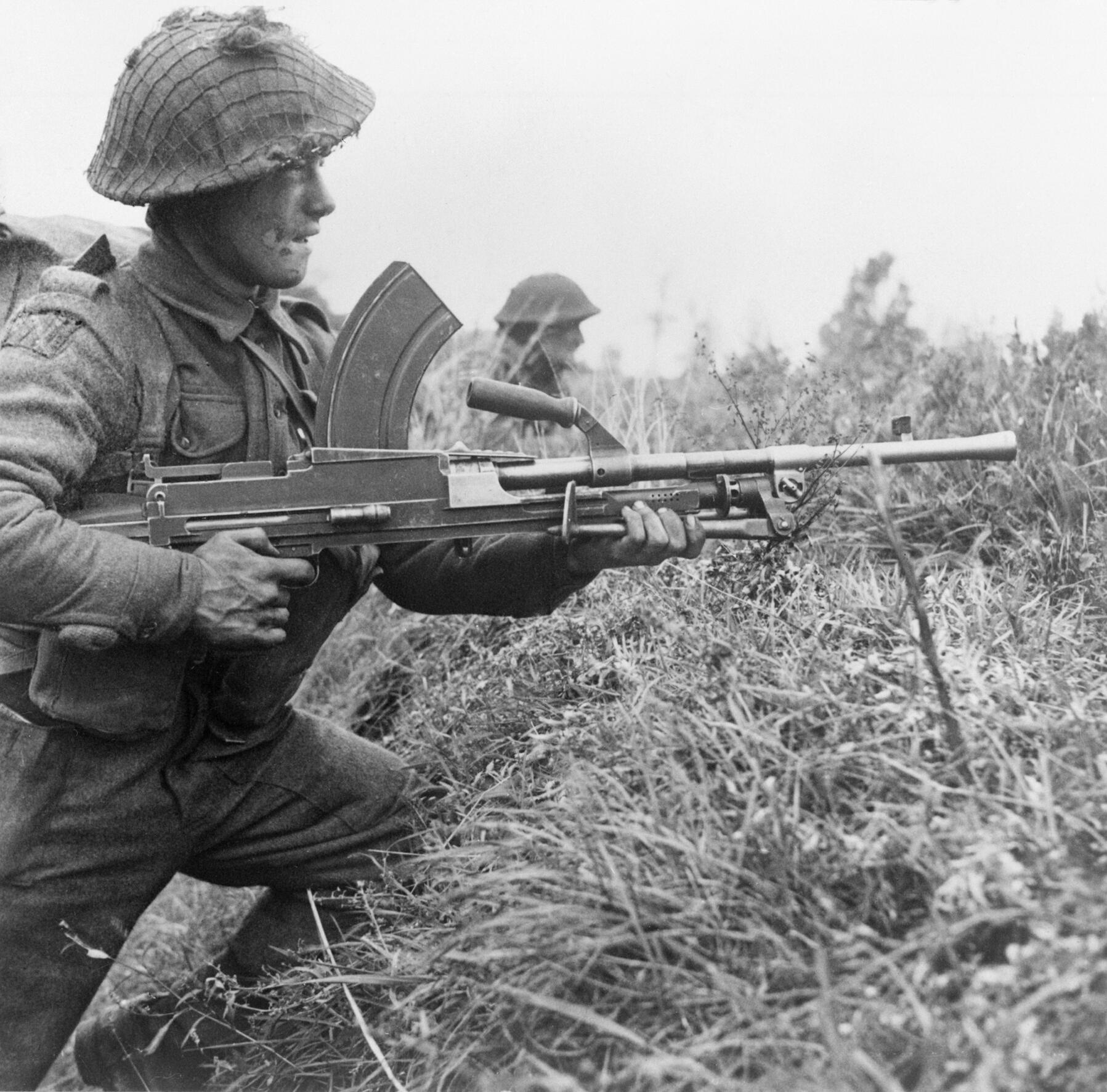
Een Brengun-schutter in Nederland in november 1944

De Bren LMG, ook wel genoemd Brengun, was een Britse volautomatische lichte mitrailleur. Het vuurwapen werd van 1938 tot 1958 gebruikt door het Britse leger en anderen. De Bren LMG onderscheidde zich van andere wapens doordat de patroonhouder boven op het wapen zat. Een standaard patroonhouder (magazijn) voor een Bren LMG kon maximaal 30 patronen kaliber.303 British (7,7 x 56 R) bevatten. In de praktijk werd de patroonhouder met niet meer dan 28 patronen gevuld. Er was, voor gebruik op voertuigen, ook een trommelmagazijn met een capaciteit van 100 patronen. De Bren LMG was 633 mm lang en woog 10,35 kg.
De naam is afgeleid van de Tsjechische wapenfabriek Brno, waar het wapen was ontwikkeld en de Engelse wapenfabriek te Enfield, waar het wapen in licentie werd gemaakt.

## Geschiedenis
Voorbeeld bij de ontwikkeling was de Tsjechoslowaakse 2B-26 van Brno. Het idee in de jaren 30 was dat de Bren de Vickers als machinegeweer zou vervangen, daarom kon op de Bren Mk. I ook een telescoopvizier gemonteerd worden. Dit idee was al snel achterhaald omdat de Bren werkte met magazijnen en niet met een patroonband en zodoende de vuursnelheid niet hoog genoeg was. Van de Bren Mk. I zijn er ook maar 30.000 gemaakt waarvan er ongeveer 26.000 zijn achtergebleven in Duinkerke. Het wapen liep geregeld vast als er een tijdje mee gevuurd was. Dit probleem werd veroorzaakt doordat een gedeelte van de gasopeningen om gas af te voeren onder de bipod zat en de bipod vast ging zitten en de gasdruk niet voldoende meer werd opgebouwd. Dit probleem werd verholpen en de bevestiging voor het telescoopvizier werd geschrapt, dit leidde tot de Bren Mk. I (m), beter bekend als Bren Mk. I. De Bren Mk. I was gemakkelijk te onderhouden en te demonteren.
Om de productie te versnellen werd de Bren versimpeld en minder afgewerkt. Dit leidde tot het ontwerp van de Bren Mk. II. Deze was lichter en had een gewicht van 8,75 kg. De Bren Mk. I werd ook nog steeds gemaakt na deze ontwikkeling en later volgden nog de Bren Mk. III voor de tropen en de Bren Mk. IV.

## Beschrijving
De Bren was een luchtgekoeld wapen met verwisselbare loop, accuraat tot op ongeveer 1000 yards (900 meter) en kon zowel semi- als volautomatisch vuren. Tijdens snelvuur werden er vuurstoten van 4 à 5 schoten gegeven. Na ongeveer 10 patroonhouders snelvuur moest de loop verwisseld worden om slijtage van de loop te voorkomen. Als er geen reserveloop aanwezig was, moest de schutter zijn vuur aanpassen, mits dat naar zijn inzicht mogelijk was. Tijdens het vuren maakte de schutter gebruik van de tweepootaffuit of als deze aanwezig was de driepoot die eventueel ook gebruikt kon worden voor luchtverdediging. De richtmiddelen zitten naast de loop van het wapen, noodzakelijk omdat de patroonhouder boven op het wapen zit. De positie van het vizier heeft als bijkomend voordeel dat de schutter bij het richten geen last heeft van luchtwervelingen door de hitte-uitstraling van de loop. Ook is er bij het originele ontwerp gebruikgemaakt van een handgreep onder de kolf; deze is later weggelaten maar kon nog wel steeds bevestigd worden als hij beschikbaar was.

## Kaliber
De internationaal geaccepteerde metrische aanduiding van de patroon (het kaliber) .303" British is 7,7 × 56 R, oftewel 7,7 mm diameter met een hulslengte van 56 mm en een huls met rand.

## Nederland
Gedurende een aantal jaren na de Tweede Wereldoorlog beschikte Nederland ook over de lichte mitrailleur Bren in het kaliber .303 British.